# Calycomyza bahamarum
Calycomyza bahamarum este o specie de muște din genul Calycomyza, familia Agromyzidae, descrisă de Spencer în anul 1973.
Este endemică în Bahamas. Conform Catalogue of Life specia Calycomyza bahamarum nu are subspecii cunoscute.